# Simeon av Moskva
Simeon av Moskva (ryska Семён Гордый) (Simeon den stolte), född 1316, död 27 april 1353, var en storfurste av Moskvariket och Vladimir mellan 1340 och 1353. 
Simeon var den äldste sonen till fursten Ivan I "Kalita". Efter att ha blivit storfurste av Moskva (1340) fick han tillåtelse i Gyllene horden att inta den furstliga tronen av Vladimir (1341). 
I sin utrikespolitik orienterade han sig åt Horden (resor till khanen 1341, 1342, 1344, 1351) och förde kamp mot Litauen (fälttåget till Smolensk 1351). Hans fälttåg mot Torzjok (1341) främjade stärkandet av hans makt i Novgorod.